# Peter Hersleb Classen den ældre
 Der er flere personer med dette navn, se Peter Hersleb Classen den yngre.
Peter Hersleb Classen (10. marts 1738 i Christiania – 19. maj 1825 i København) var dansk gehejmekonferensråd og embedsmand.
Peter Hersleb Classen var bror til Johan Frederik Classen og blev født i Christiania (Oslo). Herfra tog han sin grunduddannelse i 1756 og blev optaget på universitetet. Samme får blev han volontør i Kommercekollegiet, fra 1759 som kommercesekretær og i 1764 kommitteret og sekretær i kollegiets danske og norske sekretariat. Samme år blev han justitsråd, og i 1770 blev han etatsråd. I 1776 blev Classen konferensråd, men i 1787 valgte han at træde ud af statens tjeneste.
I sin embedsmandstid havde han udvirket opførelsen af en bomuldsfabrik, som han efter privatisering var statslig tilsynsførende for. Han var også aktionær i fabrikken og kom derfor i visse tilfælde i loyalitetsproblemer. Han blev kritiseret herfor fra rentekammeret, og hans position blev svækket, da han ved statskuppet i 1784 blev gjort fra 2. til 3. deputeret i Kommercekollegiet for at give plads til Johan Ludvig Reventlow. Han udeblev herefter fra kollegiets møder under påskud af at være syg, men tilbragte meget af tiden i Paris.
Efter broderen Johans død i 1792 følte Peter Classen sig tilsidesat i dennes testamente, men arbejdede på trods heraf ihærdigt for fuldbyrdelse af dette i form af Det Classenske Fideicommis. Han var indtil sin død ildsjælen i bestyrelsen af dette fideicommis, og han støttede det derudover i sit eget testamente. Han arbejdede blandt andet på fideicommissets godser og var mæcen for en række lærde.
I 1793 blev han ridder af Dannebrog og i 1823 ridder af Elefantordenen. I 1810 blev han udnævnt til gehejmekonferensråd.
Gift 19. september 1763 på Christiansholm med Marie Justine Fabritius (13. oktober 1738 i København – 20. december 1816 sammesteds), datter af handelsmanden Just Fabritius og hustru.
Han er begravet i Holmens Kirke.
Der findes et portrætmaleri af C.A. Lorentzen (kopi af C.A. Jensen ca. 1835, Frederiksborgmuseet, og derefter af David Monies, Museet i Frederiksværk). Buster af H.W. Bissen i Universitetsbiblioteket og af Albert Jacobson 1826. Malet mindetavle i Aastrup Kirke på Falster. Medalje af Salomon Ahron Jacobson 1826. Portræt graveret i karneol af samme fra samme år.